# Zvonimir Đuretić
Zvonimir Đuretić (Sarajevo, 3. studenoga 1924. – Zagreb, 3. veljače 1985.) - doajen hrvatskih spikera i začetnik novog spikerskog stila, takozvanog "govornog, pričalačkog jezika".

## Životopis
Rodio se 3. studenog 1924. godine u Sarajevu kao drugi sin Emilije i Nikole Đuretića, ali s majkom i trojicom braće, starijim Stjepanom te mlađima Ivanom i Adolfom, odmah po završetku Drugog svjetskoga rata seli u Osijek. Spikerskim se zanimanjem počeo baviti 1952. na Radiju Osijek. Već godinu dana nakon toga prelazi na Radio Zagreb, gdje postaje nositelj „novoga spikerskog stila, takozvanoga govornog, pričalačkog jezika“. Kako je godine 1985. u povodu smrti Zvonimira Đuretića pisao Ljubo Jelčić, 
Bio je mentor mnogim budućim slavnim spikerskim imenima – Helgi Vlahović, Stjepanu Kardošu, Oliveru Mlakaru, Vladimiru Mahovliću, Vladimiru Levaku i mnogim drugima. Od 1965. radio je i na Televiziji Zagreb: u informativnim emisijama, obrazovnomu programu i programu za djecu (Mali svijet) te je sinkronizirao mnogobrojne domaće i strane dokumentarne filmove. Za svoj rad dobio je više nagrada i priznanja, među inima i plaketu u povodu četrdesete obljetnice radija i desete obljetnice televizije. Nositelj je i Ordena rada sa srebrnim vijencem. Umro je 1985. u šezdeset i prvoj godini.